# Liste der Gemeinden im Landkreis Aschaffenburg

Karte des Landkreises Aschaffenburg

Die Liste der Gemeinden im Landkreis Aschaffenburg gibt einen Überblick über die Verwaltungseinheiten des Landkreises. Es gibt 32 politische Gemeinden, von denen 20 eine eigene Verwaltung haben, und 3 Verwaltungsgemeinschaften.

## Legende
- Verwaltungseinheit: Name der Gemeinde und Angabe der Gemeindeart: Gemeinde (–), Markt (M), Stadt (St), Große Kreisstadt (GKSt) oder Name der Verwaltungsgemeinschaft. Einheitsgemeinden wie auch Verwaltungsgemeinschaften sind fett gedruckt
- Wappen: Wappen der Gemeinde
- GT: Gemeindeteile der Gemeinde. Der Wiki-Link ist mit der Gemeindegliederung der jeweiligen Gemeinde verknüpft.
- VG: Zeigt ggf. an, ob eine Gemeinde zu einer Verwaltungsgemeinschaft gehört
- Karte: Zeigt die Lage der Gemeinde im Landkreis
- Fläche: Fläche der Stadt beziehungsweise Gemeinde, angegeben in Quadratkilometer
- Einwohner: Zahl der Menschen die in der Gemeinde beziehungsweise Stadt leben (Stand: 31. Dezember 2023[1])
- EW-Dichte: Angegeben ist die Einwohnerdichte, gerechnet auf die Fläche der Verwaltungseinheit, angegeben in Einwohner pro km2 (Stand: 31. Dezember 2023[2])
- Statistik: Link zur kommunalen Statistik des Bayerischen Landesamts für Statistik
- Website: Website der Gemeinde bzw. der Verwaltungsgemeinschaft

## Gemeinden
| Verwaltungseinheit      | Wappen                                 | GT | VG            | Karte                                                                     | Fläche in km² | Einwohner      | Einwohner je km² | Statistik | Website |
| ----------------------- | -------------------------------------- | -- | ------------- | ------------------------------------------------------------------------- | ------------- | -------------- | ---------------- | --------- | ------- |
| Landkreis Aschaffenburg | Wappen des Landkreises Aschaffenburg   |    |               | Der Landkreis Aschaffenburg                                               | 699,15        | 177056         | 253              | [ 3 ]     | [ 4 ]   |
| Heigenbrücken, VG       |                                        |    | Heigenbrücken | Lage der Verwaltungsgemeinschaft Heigenbrücken im Landkreis Aschaffenburg | 11,25 (1.6 %) | 3112 (1.8 %)   | 277              |           | [ 5 ]   |
| Mespelbrunn, VG         |                                        |    | Mespelbrunn   | Lage der Verwaltungsgemeinschaft Mespelbrunn im Landkreis Aschaffenburg   | 65,61 (9.4 %) | 6443 (3.6 %)   | 98               |           | [ 6 ]   |
| Schöllkrippen, VG       |                                        |    | Schöllkrippen | Lage der Verwaltungsgemeinschaft Schöllkrippen im Landkreis Aschaffenburg | 59,17 (8.5 %) | 14209 (8 %)    | 240              |           | [ 7 ]   |
| Alzenau, St             | Wappen der Gemeinde Alzenau            | 6  |               | Lage der Gemeinde Alzenau im Landkreis Aschaffenburg                      | 59,32 (8.5 %) | 18787 (10.6 %) | 317              | [ 8 ]     | [ 9 ]   |
| Bessenbach              | Wappen der Gemeinde Bessenbach         | 10 |               | Lage der Gemeinde Bessenbach im Landkreis Aschaffenburg                   | 29,98 (4.3 %) | 5609 (3.2 %)   | 187              | [ 10 ]    | [ 11 ]  |
| Blankenbach             | Wappen der Gemeinde Blankenbach        | 3  | Schöllkrippen | Lage der Gemeinde Blankenbach im Landkreis Aschaffenburg                  | 3,95 (0.6 %)  | 1528 (0.9 %)   | 387              | [ 12 ]    | [ 13 ]  |
| Dammbach                | Wappen der Gemeinde Dammbach           | 8  | Mespelbrunn   | Lage der Gemeinde Dammbach im Landkreis Aschaffenburg                     | 32,93 (4.7 %) | 1942 (1.1 %)   | 59               | [ 14 ]    | [ 15 ]  |
| Geiselbach              | Wappen der Gemeinde Geiselbach         | 3  |               | Lage der Gemeinde Geiselbach im Landkreis Aschaffenburg                   | 12,44 (1.8 %) | 2138 (1.2 %)   | 172              | [ 16 ]    | [ 17 ]  |
| Glattbach               | Wappen der Gemeinde Glattbach          | 2  |               | Lage der Gemeinde Glattbach im Landkreis Aschaffenburg                    | 3,53 (0.5 %)  | 3420 (1.9 %)   | 969              | [ 18 ]    | [ 19 ]  |
| Goldbach, M             | Wappen der Gemeinde Goldbach           | 2  |               | Lage der Gemeinde Goldbach im Landkreis Aschaffenburg                     | 10,97 (1.6 %) | 10300 (5.8 %)  | 939              | [ 20 ]    | [ 21 ]  |
| Großostheim, M          | Wappen der Gemeinde Großostheim        | 4  |               | Lage der Gemeinde Großostheim im Landkreis Aschaffenburg                  | 44,31 (6.3 %) | 16388 (9.3 %)  | 370              | [ 22 ]    | [ 23 ]  |
| Haibach                 | Wappen der Gemeinde Haibach            | 4  |               | Lage der Gemeinde Haibach im Landkreis Aschaffenburg                      | 7,36 (1.1 %)  | 8628 (4.9 %)   | 1172             | [ 24 ]    | [ 25 ]  |
| Heigenbrücken           | Wappen der Gemeinde Heigenbrücken      | 2  | Heigenbrücken | Lage der Gemeinde Heigenbrücken im Landkreis Aschaffenburg                | 6,73 (1 %)    | 2288 (1.3 %)   | 340              | [ 26 ]    | [ 27 ]  |
| Heimbuchenthal          | Wappen der Gemeinde Heimbuchenthal     | 3  | Mespelbrunn   | Lage der Gemeinde Heimbuchenthal im Landkreis Aschaffenburg               | 17,15 (2.5 %) | 2218 (1.3 %)   | 129              | [ 28 ]    | [ 29 ]  |
| Heinrichsthal           | Wappen der Gemeinde Heinrichsthal      | 3  | Heigenbrücken | Lage der Gemeinde Heinrichsthal im Landkreis Aschaffenburg                | 4,52 (0.6 %)  | 824 (0.5 %)    | 182              | [ 30 ]    | [ 31 ]  |
| Hösbach, M              | Wappen der Gemeinde Hösbach            | 10 |               | Lage der Gemeinde Hösbach im Landkreis Aschaffenburg                      | 30,60 (4.4 %) | 13323 (7.5 %)  | 435              | [ 32 ]    | [ 33 ]  |
| Johannesberg            | Wappen der Gemeinde Johannesberg       | 7  |               | Lage der Gemeinde Johannesberg im Landkreis Aschaffenburg                 | 13,63 (1.9 %) | 3994 (2.3 %)   | 293              | [ 34 ]    | [ 35 ]  |
| Kahl am Main            | Wappen der Gemeinde Kahl am Main       | 2  |               | Lage der Gemeinde Kahl am Main im Landkreis Aschaffenburg                 | 10,64 (1.5 %) | 8403 (4.7 %)   | 790              | [ 36 ]    | [ 37 ]  |
| Karlstein am Main       | Wappen der Gemeinde Karlstein am Main  | 2  |               | Lage der Gemeinde Karlstein am Main im Landkreis Aschaffenburg            | 12,67 (1.8 %) | 8125 (4.6 %)   | 641              | [ 38 ]    | [ 39 ]  |
| Kleinkahl               | Wappen der Gemeinde Kleinkahl          | 8  | Schöllkrippen | Lage der Gemeinde Kleinkahl im Landkreis Aschaffenburg                    | 14,21 (2 %)   | 8431 (4.8 %)   | 593              | [ 40 ]    | [ 41 ]  |
| Kleinostheim            | Wappen der Gemeinde Kleinostheim       | 2  |               | Lage der Gemeinde Kleinostheim im Landkreis Aschaffenburg                 | 13,90 (2 %)   | 10300 (5.8 %)  | 741              | [ 42 ]    | [ 43 ]  |
| Krombach                | Wappen der Gemeinde Krombach           | 4  | Schöllkrippen | Lage der Gemeinde Krombach im Landkreis Aschaffenburg                     | 10,65 (1.5 %) | 2121 (1.2 %)   | 199              | [ 44 ]    | [ 45 ]  |
| Laufach                 | Wappen der Gemeinde Laufach            | 3  |               | Lage der Gemeinde Laufach im Landkreis Aschaffenburg                      | 15,60 (2.2 %) | 5308 (3 %)     | 340              | [ 46 ]    | [ 47 ]  |
| Mainaschaff             | Wappen der Gemeinde Mainaschaff        | 1  |               | Lage der Gemeinde Mainaschaff im Landkreis Aschaffenburg                  | 7,29 (1 %)    | 9112 (5.1 %)   | 1250             | [ 48 ]    | [ 49 ]  |
| Mespelbrunn             | Wappen der Gemeinde Mespelbrunn        | 3  | Mespelbrunn   | Lage der Gemeinde Mespelbrunn im Landkreis Aschaffenburg                  | 15,53 (2.2 %) | 2283 (1.3 %)   | 147              | [ 50 ]    | [ 51 ]  |
| Mömbris, M              | Wappen der Gemeinde Mömbris            | 23 |               | Lage der Gemeinde Mömbris im Landkreis Aschaffenburg                      | 35,87 (5.1 %) | 11564 (6.5 %)  | 322              | [ 52 ]    | [ 53 ]  |
| Rothenbuch              | Wappen der Gemeinde Rothenbuch         | 4  |               | Lage der Gemeinde Rothenbuch im Landkreis Aschaffenburg                   | 7,05 (1 %)    | 1744 (1 %)     | 247              | [ 54 ]    | [ 55 ]  |
| Sailauf                 | Wappen der Gemeinde Sailauf            | 3  |               | Lage der Gemeinde Sailauf im Landkreis Aschaffenburg                      | 13,82 (2 %)   | 3565 (2 %)     | 258              | [ 56 ]    | [ 57 ]  |
| Schöllkrippen, M        | Wappen der Gemeinde Schöllkrippen      | 8  | Schöllkrippen | Lage der Gemeinde Schöllkrippen im Landkreis Aschaffenburg                | 12,64 (1.8 %) | 4338 (2.5 %)   | 343              | [ 58 ]    | [ 59 ]  |
| Sommerkahl              | Wappen der Gemeinde Sommerkahl         | 2  | Schöllkrippen | Lage der Gemeinde Sommerkahl im Landkreis Aschaffenburg                   | 5,46 (0.8 %)  | 1307 (0.7 %)   | 239              | [ 60 ]    | [ 61 ]  |
| Stockstadt am Main, M   | Wappen der Gemeinde Stockstadt am Main | 1  |               | Lage der Gemeinde Stockstadt am Main im Landkreis Aschaffenburg           | 18,88 (2.7 %) | 8203 (4.6 %)   | 434              | [ 62 ]    | [ 63 ]  |
| Waldaschaff             | Wappen der Gemeinde Waldaschaff        | 3  |               | Lage der Gemeinde Waldaschaff im Landkreis Aschaffenburg                  | 6,60 (0.9 %)  | 4308 (2.4 %)   | 653              | [ 64 ]    | [ 65 ]  |
| Weibersbrunn            | Wappen der Gemeinde Weibersbrunn       | 3  |               | Lage der Gemeinde Weibersbrunn im Landkreis Aschaffenburg                 | 2,89 (0.4 %)  | 1942 (1.1 %)   | 672              | [ 66 ]    | [ 67 ]  |
| Westerngrund            | Wappen der Gemeinde Westerngrund       | 4  | Schöllkrippen | Lage der Gemeinde Westerngrund im Landkreis Aschaffenburg                 | 14,77 (2.1 %) | 1990 (1.1 %)   | 135              | [ 68 ]    | [ 69 ]  |
| Wiesen                  | Wappen der Gemeinde Wiesen             | 1  | Schöllkrippen | Lage der Gemeinde Wiesen im Landkreis Aschaffenburg                       | 5,64 (0.8 %)  | 1042 (0.6 %)   | 185              | [ 70 ]    | [ 71 ]  |

## Gemeindefreie Gebiete
| Name                   | Karte | Fläche (km²)  |
| ---------------------- | ----- | ------------- |
| Forst Hain im Spessart |       | 21,10 (3,0 %) |
| Heinrichsthaler Forst  |       | 26,76 (3,8 %) |
| Rohrbrunner Forst      |       | 39,05 (5,6 %) |
| Rothenbucher Forst     |       | 34,89 (5,0 %) |
| Sailaufer Forst        |       | 14,36 (2,1 %) |
| Schöllkrippener Forst  |       | 18,09 (2,6 %) |
| Waldaschaffer Forst    |       | 23,12 (3,3 %) |
| Wiesener Forst         |       | 20,19 (2,9 %) |